# Auf den Kaulen
Auf den Kaulen ist ein Weiler der Ortsgemeinde Reipeldingen im Eifelkreis Bitburg-Prüm in Rheinland-Pfalz.

## Geographische Lage
Auf den Kaulen liegt rund 1 km südlich des Hauptortes Reipeldingen auf einer Hochebene. Der Weiler ist von umfangreichen landwirtschaftlichen Nutzflächen sowie einem kleinen Wald im Norden umgeben. Auf den Kaulen ist mittlerweile mit dem Nachbarort Daleiden zusammengewachsen.

## Geschichte
Zur genauen Entstehungsgeschichte des Weilers liegen keine Angaben vor. Aufgrund der fehlenden historischen Bausubstanz ist jedoch von einer Entstehung in neuerer Zeit auszugehen. Im Weiler befindet sich lediglich eine Kapelle, die auch erst um 1900 erbaut wurde.

## Kultur und Sehenswürdigkeiten

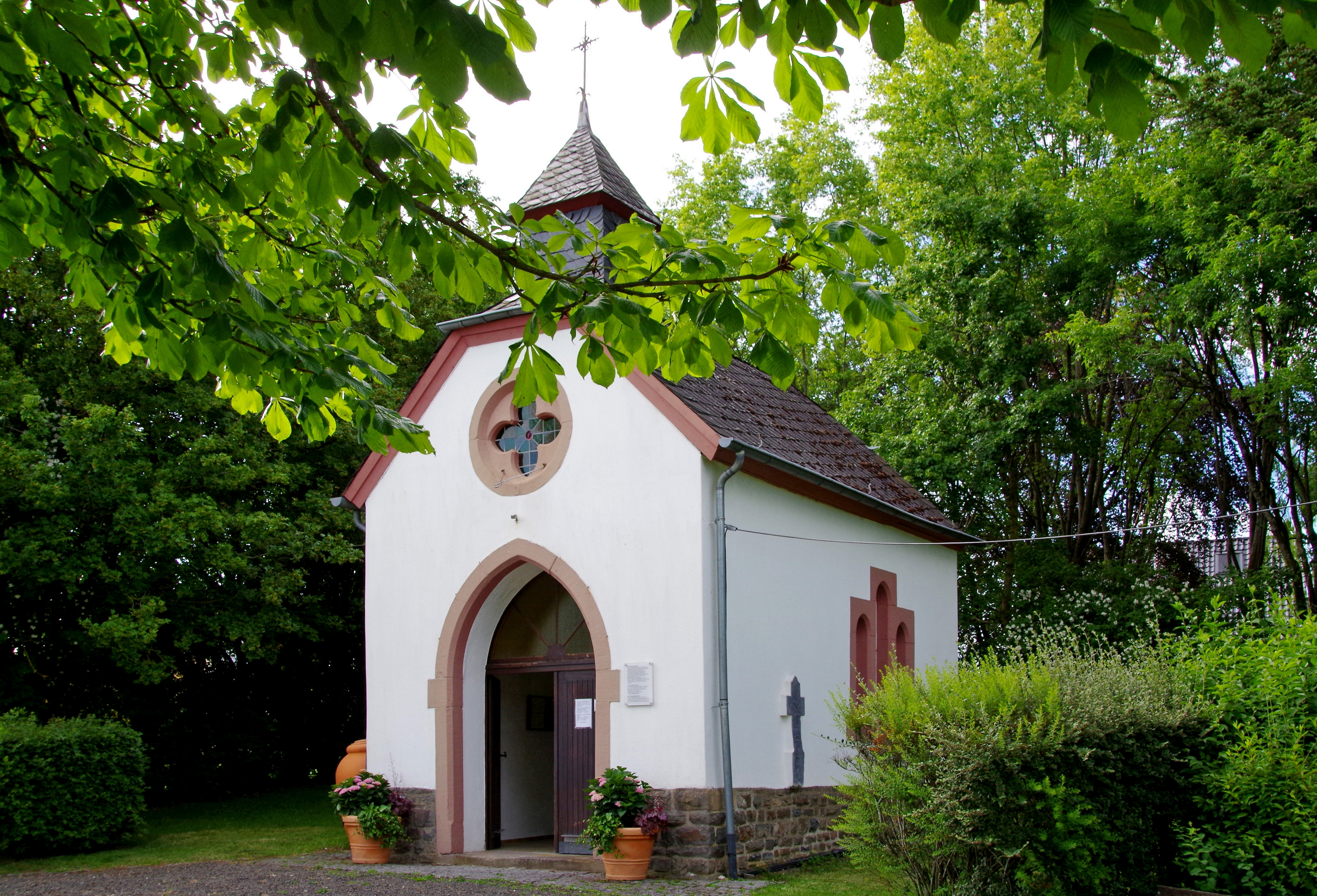
Aloysius-Kapelle

### Kapelle mit Kreuzen
Im Weiler befindet sich eine Kapelle, die dem Heiligen Aloysius geweiht ist. Sie steht zwar auf der Gemarkung von Reipeldingen, zählt jedoch zu Daleiden. Es handelt sich um einen kleinen Rechteckbau aus der Zeit um 1900.
In die Ostseite der Kapelle ist ein Wegekreuz eingelassen, welches zu Ehren und zum Gedenken an einen Pfarrer errichtet wurde. Das Kreuz trug ursprünglich eine Inschrift, die jedoch heute bis auf die Jahreszahl 1703 kaum noch leserlich ist. Das Wegekreuz trägt zudem mehrere kirchliche Symbole. Hinter der Kapelle bzw. in deren Rückwand befindet sich ferner ein Steinkreuz. Hierbei handelt es sich um ein zweiteiliges Denkmal in Form eines Grabkreuzes. Auch hier sind die Inschriften stark verwittert. Erhalten geblieben sind allerdings die Jahreszahlen 1737 und 1788. Beide Kreuze an der Kapelle tragen einen kleinen Corpus zum Abschluss sowie das Symbol eines Totenschädels.

### Naherholung
Durch Auf den Kaulen verlaufen drei Wanderrouten:
- Wanderstrecke 1 ist die Runde von Daleiden mit einer Länge von rund 16,1 km. Der Wanderweg führt von Daleiden nach Reipeldingen bis kurz vor Sevenig bei Neuerburg und wieder zurück. Highlights am Weg sind die Kriegsgräberstätte Daleiden, der Bachlauf Irsen, ein Weiher sowie die Waldlandschaft.[4]
- Wanderstrecke 2 ist die Wanderroute von Daleiden mit einer Länge von rund 9,1 km. Die Strecke führt von Daleiden aus rund um Reipeldingen bis kurz vor Dahnen und zurück. Highlight der Wanderung ist die Kriegsgräberstätte Daleiden.[5]
- Wanderstrecke 3 ist die Wanderroute Steinkaulsmühle mit einer Länge von rund 6,6 km. Die Strecke führt von Daleiden in Richtung Dahnen und zurück. Highlight der Wanderung ist die Steinkaulsmühle (Wohnplatz von Dahnen).[6]

## Wirtschaft und Infrastruktur

### Unternehmen
Im Weiler ist ein landwirtschaftlicher Nutzbetrieb ansässig.

### Verkehr
Es existiert eine regelmäßige Busverbindung ab Daleiden bzw. Reipeldingen.
Der westliche Teil von Auf den Kaulen ist durch eine Gemeindestraße erschlossen, der östliche Teil durch die Kreisstraße 146 von Reipeldingen in Richtung Daleiden.